# Stowarzyszenie Narodowych Instytutów Kultury Unii Europejskiej
Narodowe Instytuty Kultury Unii Europejskiej (European Union National Institutes for Culture, EUNIC) – sieć narodowych instytutów kultury oraz innych instytucji narodowych państw Unii Europejskiej zaangażowanych w działalność z zakresu dyplomacji publicznej i kulturalnej, będąca partnerem Unii Europejskiej w definiowaniu i realizowaniu europejskiej polityki kulturalnej w ramach i poza Unią Europejską. 16 maja 2017 roku podczas prezydencji duńskiej w EUNIC Global podpisano porozumienie administracyjne między EUNIC a Europejską Służbą Działań Zewnętrznych i Komisją Europejską, które określa wspólne podstawy, wartości i cele współpracy, jak i sposoby implementacji porozumienia.

## Organizacja
Od czasu powstania stowarzyszenia w 2006 roku, EUNIC rozwinął się w rozbudowaną sieć projektów organizowanych na całym świecie przez 36 członków i ponad 100 klastrów. Członkami są narodowe instytucje kulturalne albo organizacje.
Członkowie EUNIC (marzec 2019):
AUSTRIA 1. Instytut Austriacki; 2. Federalne Ministerstwo Europy, Integracji i Spraw Zagranicznych Austrii; BELGIA 1. Wallonie-Bruxelles International; 2. Flandryjski Departament Spraw Zagranicznych;; BUŁGARIA Ministerstwo Kultury Republiki Bułgarii; CHORWACJA Fundacja Hrvatska kuća (Croatia House); CYPR Ministerstwo Edukacji i Kultury Cypru; CZECHY Czeskie Centra; DANIA Duński Instytut Kultury; ESTONIA Instytut Estoński; FINLANDIA Suomen kulttuuri- ja tiedeinstituutit (The Finish Cultural and Academic Institutes); FRANCJA 1. Fundacja Alliance Française; 2. Ministerstwo Europy i Spraw Zagranicznych Republiki Francuskiej; 3. Institut Français de Paris; GRECJA 1. Ministerstwo Spraw Zagranicznych Republiki Greckiej; 2. Hellenic Foundation for Culture; HISZPANIA 1. Instituto Cervantes; 2. AECID; HOLANDIA DutchCulture; IRLANDIA Culture Ireland; LITWA Lietuvos Kultūros Institutas; LUKSEMBURG Ministerstwo Spraw Zagranicznych i Europejskich Luksemburga; ŁOTWA Latvijas Institūts; MALTA Arts Council Malta; NIEMCY 1. Instytut Goethego ; 2. IFA (Institut für Auslandsbeziehungen); POLSKA Ministerstwo Spraw Zagranicznych Rzeczypospolitej Polskiej; PORTUGALIA Instytut Camõesa; RUMUNIA Institutul Cultural Român; SŁOWACJA Ministerstwo Spraw Zagranicznych i Europejskich Republiki Słowackiej; SŁOWENIA Ministerstwo Kultury Republiki Słowenii; SZWECJA Swedish Institute; WĘGRY Ministerstwo Spraw Zagranicznych i Handlu Węgier; WIELKA BRYTANIA British Council; WŁOCHY 1. Società Dante Alighieri; 2. Ministerstwo Spraw Zagranicznych i Współpracy Międzynarodowej Włoch.
Klastry (clusters) stanowią lokalną platformę współpracy organizowaną przez co najmniej trzy miejscowe urzędy członków EUNIC, ale reprezentują całą organizację (nie tylko członków obecnych w danym państwie czy miejscowości). Prezydencja w klastrach jest zazwyczaj rotacyjna. W Polsce działają dwa klastry: w Warszawie i w Krakowie.

## Zarząd
EUNIC jest zarządzane przez Zgromadzenie Ogólne (General Assembly), które zbiera się co najmniej raz w roku. W skład Zgromadzenia Ogólnego wchodzą dyrektorzy reprezentujący członków organizacji. Podczas walnego zgromadzenia dyrektorzy w głosowaniu tajnym wybierają spośród siebie Wiceprezydenta i czterech zwykłych członków Zarządu (Board of Directors). Podczas wyborów kandydaci do Zarządu dokonują autoprezentacji i są poddani przesłuchaniu na forum Zgromadzenia. Kadencja Prezydenta EUNIC, jak i Wiceprezydenta trwa rok, gdyż Wiceprezydent przejmuje po roku funkcję Prezydenta. Kadencja zwykłych członków Zarządu trwa dwa lata, z możliwością przedłużenia. W grudniu 2016 roku podczas walnego zgromadzenia sieci EUNIC dyrektor Departamentu Dyplomacji Publicznej i Kulturalnej Ministerstwa Spraw Zagranicznych Małgorzata Wierzejska wybrana została do władz stowarzyszenia.
Prezydenta organizacji w jego działalności wspiera biuro EUNIC Global wraz z dyrektorem zarządzającym. Biuro EUNIC Global z siedzibą w Brukseli również wspiera pracę członków organizacji i klastrów na całym świecie.
Prezydencje ostatnich lat:

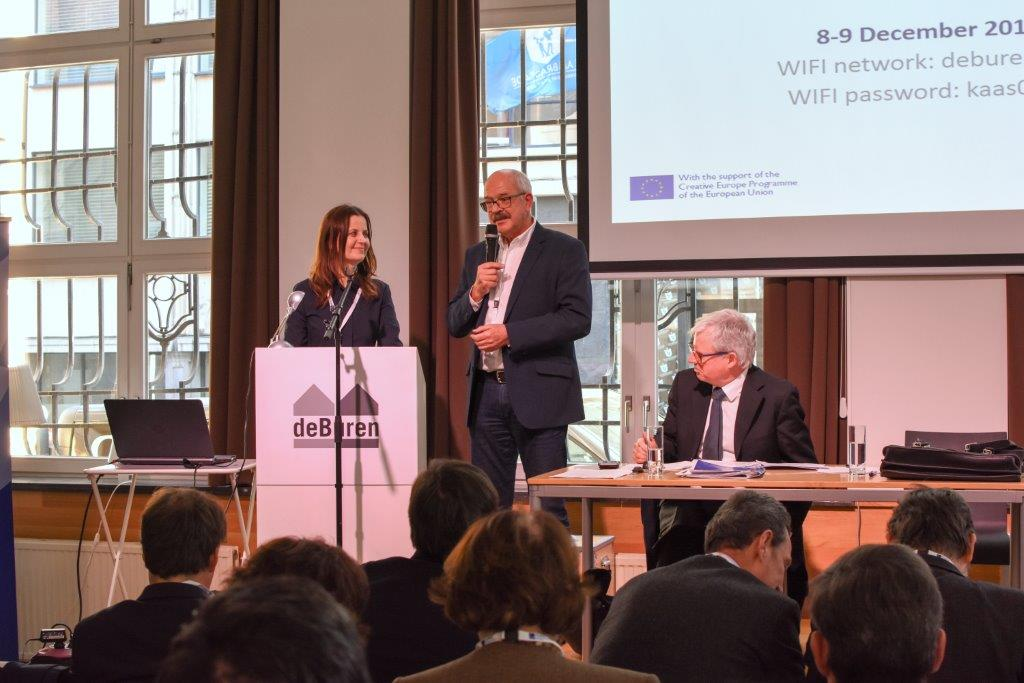
Zgromadzenie Ogólne EUNIC, wybór dyrektor Małgorzaty Wierzejskiej na członka Zarządu, 8 grudnia 2016 r., Bruksela

- WŁOCHY – Pan Roberto Vellano, Ministerstwo Spraw Zagranicznych i Współpracy Międzynarodowej Włoch[12] (2019/2020)
- FRANCJA – Pan Augustin Favereau, Ministerstwo Europy i Spraw Zagranicznych Republiki Francuskiej[13] (2018/2019)
- BELGIA – Pan Koen Verlaeckt, Flandryjski Departament Spraw Zagranicznych[14] (2017/2018)
- DANIA – Pan Michael Metz Morch, Duński Instytut Kultury[15] (2016/2017)
- HISZPANIA – Pan Rafael Rodríguez-Ponga y Salamanca(inne języki), Instituto Cervantes (2015/2016)
- SZWECJA – Pani Annika Rembe, Swedish Institute(inne języki) (2014/2015)
- BELGIA – Pan Charles-Étienne Lagasse, Wallonie-Bruxelles International (2013/2014)[16]
- FRANCJA – Pani Delphine Borione(inne języki), Ministerstwo Spraw Zagranicznych Republiki Francuskiej (2012/2013)
- PORTUGALIA – Pani Ana Paula Laborinho, Instytut Camõesa (2011/2012)[17]
- RUMUNIA – Pan Horia-Roman Patapievici(inne języki), Institutul Cultural Român (2009/2010)

## Działalność
Misję EUNIC stanowi promocja dialogu międzykulturowego oraz wzmocnienie roli kultury w polityce i relacjach zewnętrznych państw członkowskich UE zarówno na poziomie europejskim, jak i globalnym. Celem organizacji jest tworzenie partnerstw i sieci powiązań tak, by wspierać i promować różnorodność kulturową i zrozumienie między społecznościami europejskimi oraz by wzmacniać dialog międzynarodowy i współpracę z państwami spoza Europy.
W 2014 roku EUNIC otrzymało grant w ramach programu Creative Europe (2014-2017), a w 2017 roku – kolejny na lata 2017–2021. W ramach dofinansowania unijnego realizowany jest na Ukrainie projekt „Kulturalne Mosty” (Cultural Bridges), którego budżet wynosi ponad 1,3 mln euro.
W 2019 roku rozpoczęto realizację projektu Europejskich ‘Domów’ Kultury (European ‘Houses’ of Culture), dofinansowywanego ze środków unijnych. Akcja wprowadzenia innowacyjnych modeli współpracy między partnerami europejskimi (członkowie EUNIC i delegatury UE) a partnerami miejscowymi spoza Unii Europejskiej została zainicjowana przez Parlament Europejski. Projekt pomaga wprowadzać strategię unijną w obszarze międzynarodowych stosunków kulturalnych. Terminu ‘dom’ (house) użyto symbolicznie na określenie modeli współpracy i rodzajów praktyk, które tworzą przestrzeń – fizyczną czy cyfrową, stałą czy tymczasową – dla wymiany kulturalnej, wspólnych kreacji i kontaktów międzyludzkich. Całkowity budżet projektu wynosi ponad 830 000 euro (z czego środki Komisji Europejskiej stanowią 90 proc., EUNIC Global – 10).